# Ишалёв, Валентин Петрович
Валенти́н Петро́вич Ишалёв (25 июня 1940, Юлъялы, Горномарийский район, Марийская АССР, РСФСР, СССР — 16 апреля 2006, Йошкар-Ола, Марий Эл, Россия) — марийский советский общественно-политический деятель и деятель образования. Председатель Верховного Совета Марийской АССР X созыва (1983—1985). Директор школы № 14 города Йошкар-Олы Марийской АССР / Марийской ССР / Республики Марий Эл (1973—1997). Заслуженный учитель школы РСФСР (1984). Делегат I Всесоюзного съезда учителей (1988). Член КПСС.

## Биография
Родился 25 июня 1940 года в с. Юлъялы ныне Горномарийского района Марий Эл в семье работника МТС, затем — председателя колхоза. Окончил Юлъяльскую начальную школу, Малосундырскую семилетнюю школу Горномарийского района, а в 1957 году — Йошкар-Олинское педагогическое училище. В 1957—1959 годах работал учителем труда, черчения и физической культуры в школах пос. Килемары и с. Кузнецово Горномарийского района.
В 1964 году окончил физико-математический факультет Марийского педагогического института имени Н. К. Крупской. По окончании института один год служил в Вооружённых Силах СССР. Затем перешёл на педагогическую работу в г. Йошкар-Олу: в 1965—1972 годах — учитель физики школы № 2.
На протяжении 24 лет (с 1973 по 1997 годы) был директором школы № 14 г. Йошкар-Олы. При нём восьмилетняя школа № 14 в 1975 году была преобразована в среднюю, а в 1993 году — в национальную гимназию. В 1986 году было завершено строительство пристроя с двух сторон дополнительного здания к главному корпусу школы, где расположились школьные кабинеты, актовый и спортивный залы, столовая, мастерские. За эти годы В. П. Ишалёв много сделал для становления гимназии, укрепления её материальной базы, создания работоспособного педагогического коллектива. Все вопросы учебной и воспитательной работы решал коллегиально, уделял большое внимание методическому совету школы, работе с классными руководителями, родителями. Также он хорошо знал свой предмет и методику его преподавания, использовал различные формы и методы организации учебной деятельности учащихся на уроках физики, особое внимание уделял практической направленности предмета, при этом проводил уроки нетрадиционного типа, что способствовало повышению интереса учащихся к предмету. Его выпускники успешно сдавали вступительные экзамены и обучались в престижных вузах Советского Союза.
В декабре 1988 года был избран делегатом I Всесоюзного съезда учителей.
Занимался общественно-политической деятельностью: в 1980—1985, 1990—1993 годах был депутатом Верховного Совета Марийской АССР, в 1983—1985 годах — Председатель Верховного Совета Марийской АССР. Также неоднократно избирался депутатом Йошкар-Олинского городского Совета, был членом Президиума Йошкар-Олинского горкома профсоюза работников образования, где возглавлял жилищно-бытовую комиссию. При его содействии многие учителя школ Йошкар-Олы значительно улучшили свои жилищные условия.
За заслуги в области народного образования в 1984 году ему было присвоено почётное звание «Заслуженный учитель школы РСФСР».
Ушёл из жизни 16 апреля 2006 года в г. Йошкар-Оле.

## Память

Мемориальная доска педагогу и общественно-политическому деятелю Валентину Петровичу Ишалёву на здании гимназии № 14 города Йошкар-Олы

2 декабря 2020 года на здании гимназии № 14 г. Йошкар-Олы была открыта мемориальная доска заслуженному учителю школы РСФСР, Председателю Верховного Совета Марийской АССР Х созыва В. П. Ишалёву.

## Звания и награды
- Заслуженный учитель школы РСФСР (1984)[2][3]
- Почётная грамота Президиума Верховного Совета Марийской АССР (1990)[2][3]